# Новини (Рівненський район)
Но́вини — село в Україні, у Рівненському районі Рівненської області, орган місцевого самоврядування — Корецька міська рада. Населення становить 233 особи (станом на 2001 рік). Село розташоване на південному заході Корецької громади.

## Географія
Селом протікає річка Губоч.
| Клімат Новин            | Клімат Новин | Клімат Новин | Клімат Новин | Клімат Новин | Клімат Новин | Клімат Новин | Клімат Новин | Клімат Новин | Клімат Новин | Клімат Новин | Клімат Новин | Клімат Новин | Клімат Новин |
| Показник                | Січ.         | Лют.         | Бер.         | Квіт.        | Трав.        | Черв.        | Лип.         | Серп.        | Вер.         | Жовт.        | Лист.        | Груд.        | Рік          |
| Середній максимум, °C   | −2,7         | −1,4         | 3,3          | 12,4         | 19,1         | 22,8         | 23,8         | 23,0         | 18,4         | 12,0         | 4,8          | −0,1         | 11,3         |
| Середня температура, °C | −5,7         | −4,6         | −0,4         | 7,5          | 13,6         | 17,4         | 18,5         | 17,6         | 13,3         | 7,8          | 2,2          | −2,7         | 7,0          |
| Середній мінімум, °C    | −8,7         | −7,8         | −4           | 2,6          | 8,1          | 12,0         | 13,2         | 12,2         | 8,2          | 3,6          | −0,4         | −5,2         | 2,8          |
| Норма опадів, мм        | 39           | 31           | 32           | 51           | 63           | 97           | 96           | 70           | 59           | 42           | 43           | 47           | 670          |
| ----------------------- | ------------ | ------------ | ------------ | ------------ | ------------ | ------------ | ------------ | ------------ | ------------ | ------------ | ------------ | ------------ | ------------ |
| Джерело:                |              |              |              |              |              |              |              |              |              |              |              |              |              |

## Історія
У 1906 році фільварок Межиріцької волості Ровенського повіту Волинської губернії. Відстань від повітового міста 50 верст, від волості 8. Дворів 6, мешканців 27.

## Населення
Станом на 1989 рік у селі проживали 255 осіб, серед них — 115 чоловіків і 140 жінок.
За даними перепису населення 2001 року у селі проживали 233 особи. Рідною мовою назвали:
| Мова       | Кількість осіб | Відсоток |
| ---------- | -------------- | -------- |
| українська | 229            | 98,28 %  |
| вірменська | 3              | 1,29 %   |
| російська  | 1              | 0,43 %   |